# Dennis Flinta
Dennis Flinta (født 14. november 1983) er en dansk fodboldspiller, der spillede for Silkeborg IF. Han har tidligere spillet i FC Midtjylland og Brøndby IF.
Den 20. november 2019 offentliggjorde Dennis Flinta, at han indstiller karrieren.

Den 13. april 2015 brækkede Dennis Flinta FCK-spilleren Andreas Cornelius' ankel med en hård tackling bagfra, for hvilket han fik gult.

## Efter fodboldkarrieren
Efter at være stoppet som fodboldspiller er Flinta blevet pædagog på en specialskole.[kilde mangler]